# بيان إيسينتائيفا
بيان مقصد قيزي (يعني بنت مقصد) إيسينتائيفا (بالقازاقية: Баян Мақсатқызы Есентаева )‏ (و. 1974 – م) هي مغنية، ومذيعة، ومنتج، ورائدة أعمال، وممثلة من كازاخستان . ولدت في أورال، كازاخستان .

## روابط خارجية
- بيان ألاكوزوفا على موقع IMDb (الإنجليزية)
- بيان ألاكوزوفا على موقع قاعدة بيانات الفيلم (الإنجليزية)